# Fangoria (magazine)
Pour les articles homonymes, voir Fangoria (homonymie).

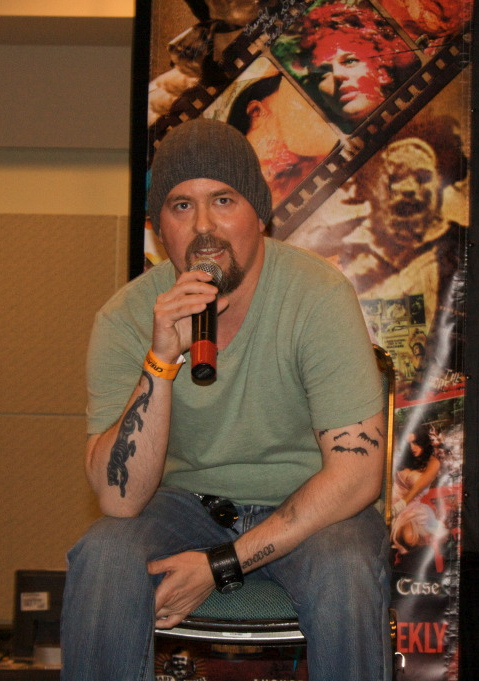
Photographie de BC Furtney lors d'une table ronde publique consacrée à son film « New Terminal Hotel ». Convention Week-end des Horreurs 2009.

Fangoria est un magazine mensuel cinématographique américain, publié depuis 1979 et spécialisé dans les films d'horreur.
Le magazine était consacré à l'origine au cinéma fantastique en général mais s'est recentré sur le cinéma d'horreur à partir du numéro 7. Le premier rédacteur en chef du magazine a été Robert "Bob" Martin. Il a été remplacé en 1986 par David McDonnell, à qui Tony Timpone a rapidement succédé. En décembre 2007, l'entrepôt où était remisé le stock d'anciens numéros du magazine a été détruit par le feu. Chris Alexander remplace Timpone en 2010.
Creative Group a acheté Fangoria au début des années 2000 mais s'est mis en faillite en 2008 et le magazine a alors été racheté par The Brooklyn Company, Inc.
Le magazine a par ailleurs créé sa propre société de production et de distribution, Fangoria Films, qui a notamment produit Les Enfants des ténèbres (1991) et distribué Moi, zombie : chronique de la douleur (1998) et The Last Horror Movie (2003). Depuis 1991, les lecteurs du magazine votent pour décerner les Fangoria Chainsaw Awards qui récompensent des films d'horreur.
Au début des années 2000, le magazine comptait plus de 250 000 abonnés.